# Pleuromamma scutullata
Pleuromamma scutullata är en kräftdjursart som beskrevs av Brodsky 1950. Pleuromamma scutullata ingår i släktet Pleuromamma och familjen Metridinidae. Inga underarter finns listade i Catalogue of Life.